# Schonungen
Schonungen é um município da Alemanha localizada no distrito de Schweinfurt na região administrativa de Baixa Francónia, estado da Baviera.

## Geografia
Schonungen localiza-se 5 km a leste da cidade de Schweinfurt.

### Bairros
- Abersfeld
- Forst
- Hausen
- Löffelsterz
- Mainberg
- Marktsteinach
- Reichmannshausen
- Schonungen
- Waldsachsen
- e as aldeias/fazendas Bayerhof, Kaltenhof, Rednershof e Reichelshof.

## Literatura
- 800 Jahre Schonungen 1194-1994, Prefeitura de Schonungen (ed.), Schonungen 1993